# Primavera
Campionato Nazionale Primavera – Trofeo Giacinto Facchetti (lub prościej Campionato Primavera, Primavera) – we włoskiej piłce nożnej są to rozgrywki drużyn do lat 20. Pierwsza edycja odbyła się w sezonie 1962/63.  
Pierwszymi zwycięzcami ligi były zespoły Juventusu oraz Como Calcio. Najwięcej razy tryumf w lidze odnosiła ekipa Torino (9), natomiast aktualnym mistrzem, z sezonu 2015/16 jest drużyna AS Romy. 
Słowo primavera w języku włoskim znaczy „wiosna”.

## Triumfatorzy młodzieżowych mistrzostw Włoch
| - 1962/63: Juventus (A) i Como (B) - 1963/64: Inter (A) i Udinese (B) - 1964/65: Milan (A) i Spal (B) - 1965/66: Inter (A) i Padova (B) - 1966/67: Torino (A) i Verona (B) - 1967/68: Torino (A) i Verona (B) - 1968/69: Inter (A) i Brescia (B) - 1969/70: Torino - 1970/71: Fiorentina - 1971/72: Juventus - 1972/73: Roma - 1973/74: Roma - 1974/75: Brescia - 1975/76: Lazio - 1976/77: Torino - 1977/78: Roma - 1978/79: Napoli - 1979/80: Fiorentina - 1980/81: Udinese - 1981/82: Cesena - 1982/83: Fiorentina - 1983/84: Roma - 1984/85: Torino - 1985/86: Cesena - 1986/87: Lazio - 1987/88: Torino - 1988/89: Inter - 1989/90: Roma - 1990/91: Torino - 1991/92: Torino - 1992/93: Atalanta |  | - 1993/94: Juventus - 1994/95: Lazio - 1995/96: Perugia - 1996/97: Perugia - 1997/98: Atalanta - 1998/99: Empoli - 1999/00: Bari - 2000/01: Lazio - 2001/02: Inter - 2002/03: Lecce - 2003/04: Lecce - 2004/05: Roma - 2005/06: Juventus - 2006/07: Inter - 2007/08: Sampdoria - 2008/09: Palermo - 2009/10: Genoa CFC - 2010/11: AS Roma - 2011/12: Inter - 2012/13: SS Lazio - 2013/14: Chievo - 2014/15 Torino - 2015/16 Roma - 2016/17: Inter - 2017/18: Inter - 2018/19: Atalanta - 2019/20: Atalanta - 2020/21: Empoli - 2021/22: Inter - 2022/23: Lecce |